# Улица Аврова (Петергоф)
Улица А́врова — улица в Новом Петергофе. Проходит от Александрийского шоссе до Привокзальной площади.

## История
Дореволюционные названия — Александринская улица (от вокзала до бывшей Церковной площади, нынешней площади Аврова), от площади до Санкт-Петербургского проспекта — Ольгинская улица, от Санкт-Петербургского проспекта до Александрийского шоссе (Нижнего парка) — Мариинская улица. Названия были даны в честь трех дочерей императора Николая I.
Новое название получила в честь Д. Н. Аврова (1890—1922) — офицера, большевика, участника обороны Петрограда и подавления Кронштадтского восстания.

## Достопримечательности

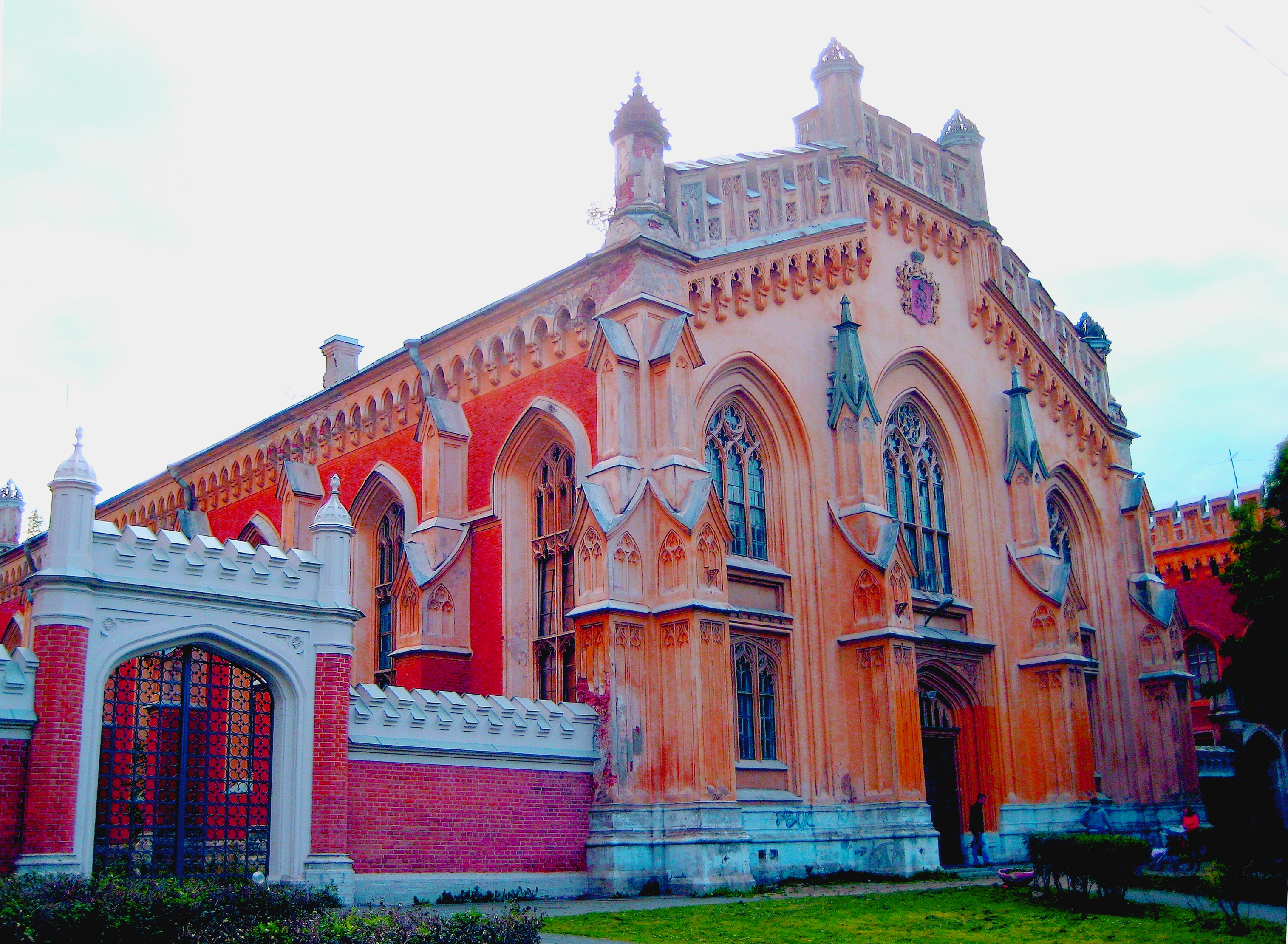
Манеж (д. № 2)

Значительная часть чётной стороны улицы выходит к Александрийскому парку.
- Дом № 2 — манеж Дворцовых конюшен, 1848—1855 гг., архитектор Н. Л. Бенуа, скульптор Д. И. Йенсен.  781510401730036
- Дом № 2, литеры Б, В (Александрийское шоссе) — жилые дома 1848—1855 гг., архитектор Н. Л. Бенуа, скульптор Д. И. Йенсен.  781520401730066
- Дом № 3А — Кофишенский («готический») дом, 1840—1842 гг.  781710767680006
- Дом № 4/11, литера А — дом с садом П. А. Струкова, 1827—1828 гг.  781720767570006
- Дом № 7 — жилой дом командира уланского полка, середина XIX века.  7802514000
- Дом № 8 — дом Х. А. Комендатовой, 1840-е гг. Восстановлена в 1940-х годах по проекту Е. Серебрякова[3].  7801985000
- Дома № 20, 22, 26 (Константиновская улица, 25, корпуса 2/1-2/4, 2/13-2/15, 2/23) — казармы лейб-гвардии уланского полка.  7802040000
  - Дом № 22 — манеж Уланского полка, 1840 г., арх. Стоцкий. В современности здание использовалось как ледовый стадион спортивного комплекса Минобороны «Петродворцовый», однако в сентябре 2011 сильно пострадало при пожаре и стояло заброшенным вплоть до 2017-го. В 2018—2023 годах в здании шёл ремонт, после открытия в нём должен заработать государственный спортивный комплекс[4].
  - Дом № 26 — гауптвахта Уланского полка[5];

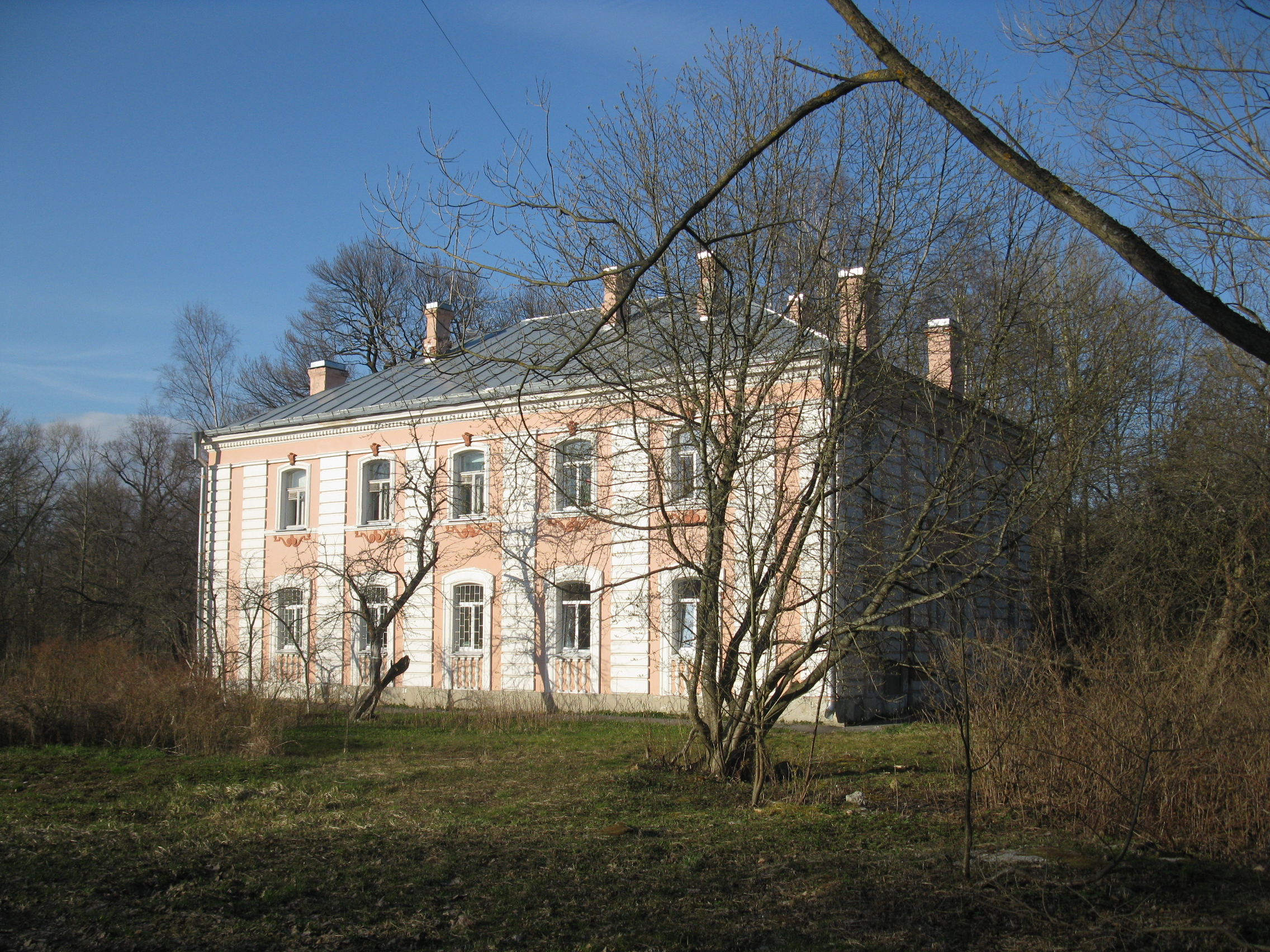
Дом № 43

- Дом № 32 — дача П. А. Виноградовой, 2-я пол. XIX века[3]. По другим данным — построен в 1904 году[6].  7801986001 Построен купцом Петром Нилаевым. Через пять лет там разместилось Ново-Петергофское Благородное собрание. После революции дом был национализирован и превращен в коммунальное жилье. Во время Великой Отечественной войны здание пострадало, восстановлено к 1948 году, но многолетняя эксплуатация довела его до аварийности. В 2015 году был расселен и продан на торгах. Находится в частной собственности.
- Дом № 43 — жилой дом.  7801987000

При пересечении улицы Аврова и Александрийского шоссе находится комплекс зданий Императорских конюшен (архитектор Н. Л. Бенуа), где до 2013 года располагался санаторий «Петродворец».
На нечётной стороне расположены бывшие казармы лейб-гвардии Уланского полка, где в советское время располагалось общевойсковое военное училище им. С. М. Кирова, ныне здесь находятся заочный факультет Университета МВД и суд Петродворцового района. На чётной стороне улицы — здание манежа того же полка, перестроенное в бассейн и сейчас не используемое из-за произошедшего в нём пожара, и его гауптвахты.
На углу улицы Аврова и Эрлеровского бульвара — здание гимназии, построенное в начале XX века и сейчас занимаемое 416-й школой Петродворцового района Санкт-Петербурга.
На Церковной площади находился собор во имя святых апостолов Петра и Павла, построенный по проекту Константина Тона и снесённый в 1930 году.
Жилая застройка улицы в основном относится к 1960-м годам.
По адресу улица Аврова, 32, располагается дача П. А. Виноградовой, построенная во второй половине XIX века. В начале XX века она принадлежала купцу Петру Нилаеву, владельцу лесоторговой компании «Братья Нилаевы», в 1912—1917 годах в здании располагалось «Ново-Петергофское Благородное собрание». С 1990-го дача имеет статус объекта культурного наследия регионального значения. После продажи частному владельцу в 2017 году началось восстановление дома.

## Общественный транспорт
По улице Аврова проходят все автобусные маршруты, конечной остановкой которых является железнодорожная станция Новый Петергоф.